# Streptogrisin A
Streptogrisin A ist ein Enzym aus Streptomyces griseus.

## Eigenschaften
Streptogrisin A ist eine Serinprotease und wird als Zymogen gebildet. Streptogrisin A hydrolysiert Proteine nach größeren aliphatischen oder aromatischen Aminosäuren, ähnlich wie Chymotrypsin. Es besitzt Disulfidbrücken. Streptogrisin A wird von Lysobacter enzymogenes sezerniert, vermutlich um als Verdauungsenzym Proteine in der Umgebung zu zerlegen.